# Mastigoproctus minensis
Espèce
Mastigoproctus minensis est une espèce d'uropyges de la famille des Thelyphonidae.

## Distribution
Cette espèce est endémique du Minas Gerais au Brésil.

## Étymologie
Son nom d'espèce, composé de min[as] et du suffixe latin -ensis, « qui vit dans, qui habite », lui a été donné en référence au lieu de sa découverte, le Minas Gerais.

## Publication originale
- Mello-Leitão, 1931 : Pedipalpos do Brasil e algumas notas sobre a Ordem. Arquivos do Museum Nacional, Rio de Janeiro, vol. 33, p. 7–72.